# Amir Kabir
Mirza Taghi Khan Farahani (persiska: میرزا تقی‌خان فراهانی), mera känd som Amir Kabir (persiska: امیرکبیر), född 1807, död 1852, också känd genom titlarna Atabak och Amir-e Nezam, var premiärminister i Persien  under Nassredin Shah under de första tre åren av hans styre. Amir Kabir ses ofta som  "Irans första reformist", en förnyare som var "orättvist nedslagen" när han försökte införa "gradvisa reformer" i Persien. Som premiärminister beordrade han också dödandet av många av bábísmens anhängare och avrättningen av bábísmens grundare, Báb. Under de sista åren av sitt liv levde han i exil i Bagh-e Fin i Kashan och mördades på order av Nassredin Shah den 10 januari 1852.